# Yuyú Guzmán
Yuyú Guzmán es una escritora, investigadora y periodista argentina abocada a la documentación y difusión de la historia y cultura de las estancias argentinas. Su obra se enfoca en el fenómeno de las estancias en Argentina, tanto desde una perspectiva histórica como cultural.

## Reseña biográfica
Yuyú Guzmán nació en la ciudad de Tandil, en la provincia de Buenos Aires. Desde joven mostró interés por la historia local y el entorno rural. Desarrolló un estilo que combina la investigación documental con la crónica narrativa.
Durante la década de 1990, condujo el programa televisivo El país de las estancias de TV por cable, en el que recorría diversas estancias del país.
Guzmán también ha publicado una serie de libros y artículos periodísticos dedicados a distintas regiones de Argentina, con el fin de rescatar el legado cultural, arquitectónico y humano de las estancias. Su enfoque incluye tanto la historia de las familias tradicionales como las voces de peones y trabajadores rurales.

## Distinciones
- Reconocimiento como "Personalidad destacada de la cultura", Municipalidad de Tandil (2015).
- Declaración de interés cultural por parte del Senado de la Nación al libro Viejas estancias de la Patagonia (2010).[1]